# K14 (フォント)
K14 （ケーじゅうよん、橘フォントとも呼ばれる）とは、当時東京工業大学の学生であった橘浩志が開発した14x14pxの日本語のビットマップフォントである。1987年に完成し、1995年には第4回フリーソフトウェア大賞のパイオニア賞を受賞した。
東風フォントに埋め込まれたり、東雲フォントに取り込まれたりしている。また、今村俊幸により派生フォントK14-2000及びK14-2004がリリースされている。
14x14pxで開発した理由は、当時研究室で利用していたSun-3ワークステーションに接続されている横解像度1152pxのモニターディスプレイにおいて、幅80文字（日本語で40文字）の端末エミュレータを2枚重ならずに横に配置できる最大サイズが14pxであったことによる。